# Josias Rowley
Sir Josias Rowley (Drumsna, 1765 – Drumsna, 10 gennaio 1842) è stato un ammiraglio e politico inglese.

## Biografia

### Primi anni
Rowley nacque nel 1765 a Drumsna, nell'Irlanda occidentale, secondo figlio di Clotworthy Rowley, un avvocato e membro del Parlamento irlandese, e Letitia Campbell. Suo nonno era William Rowley, ammiraglio della Royal Navy, e suo fratello, anch'egli chiamato William, divenne parlamentare irlandese.
Si arruolò giovanissimo nella Royal Navy nel 1778, all'età di 13 anni, a bordo del vascello HMS Suffolk nelle Indie Occidentali, sotto il comando di suo zio, Sir Joshua Rowley.

### Carriera nellaRoyal Navy
Promosso capitano di vascello nel 1795, all'età di 30 anni, comandò la HMS Braave al Capo di Buona Speranza e poi la HMS Imperieuse nelle Indie Orientali. Comandò anche HMS Raisonnable e prese parte alla battaglia di Capo Finisterre nel 1805.  Nel 1798 divenne membro della Camera dei Comuni irlandese per Downpatrick.
Nel 1808 divenne comandante in capo della Cape of Good Hope Station, una suddivisione della marina inglese che si occupava della parte meridionale dell'Oceano Atlantico. Nel 1809, come commodoro di un piccolo squadrone al largo di Mauritius, lavorando con il comandante delle truppe della Compagnia delle Indie Orientali a Rodrigues, fece irruzione con successo nell'isola di Réunion.
Nel marzo 1810 si trasferì sulla HMS Boadicea, a bordo della quale trasportò un gruppo di soldati con il quale sbarcò a Réunion e catturò l'isola. Mentre ciò accadeva, la nave britannica HMS Africaine veniva catturata in uno scontro tra le forze inglesi e quelle francesi nei pressi di Mauritius. Rowley intervenne e riprese possesso della Africaine lo stesso giorno.
A Rowley fu quindi dato il comando della HMS America nel Mediterraneo, impegnandosi in diverse operazioni lungo le coste italiane. Fu nominato baronetto nel dicembre 1813, promosso contrammiraglio nel 1814 e nominato Cavaliere dell'Ordine del Bagno nel 1815. Quello stesso anno, all'età di 50 anni, con la sua nave ammiraglia Impregnable, sotto Lord Exmouth salpò ancora una volta verso il Mediterraneo. Tre anni più tardi, nel 1818 fu nominato comandante in capo della stazione di Cork. Nel 1821 divenne deputato per Kinsale, nella contea di Cork. Promosso viceammiraglio nel 1825, fu nominato comandante in capo della flotta del Mediterraneo nel 1833 e ammiraglio quattro anni dopo.

### Ultimi anni e morte
Si ritirò dal servizio attivo in marina nel 1837, decidendo di passare gli ultimi anni della sua vita nella sua terra natale. Nel 1840 gli venne assegnata una pensione di 300 sterline all'anno.
Morì il 10 gennaio 1842 nella sua tenuta di famiglia a Mount Campbell, a Drumsna. Fu sepolto nella vicina chiesa di Annaduff. Tutti i suoi possedimenti passarono al fratello minore John mentre il suo titolo di baronetto si estinse.

## Nella cultura di massa
La sua campagna del 1809-1810 è stata utilizzata dall'autore Patrick O'Brian come ambientazione per il quarto libro della serie Aubrey-Maturin, The Mauritius Command. Nel romanzo, il posto di Rowley è preso dal capitano immaginario Jack Aubrey.